# 池村英樹
池村 英樹（いけむら ひでき、1971年 - 2014年2月13日）は、沖縄県那覇市出身の高校野球指導者。

## 経歴
中学時代から野球の指導者になることを志す。高校卒業後、職を転々としながら1999年頃にスポーツ専門学校に講師として就職。その後、母校・那覇高校野球部で教員免許を持たない外部指導員という形でコーチを務めると、部員たちに慕われていたことから監督に昇格した。打撃指導ではアッパースイングを奨励したり、疲労回復に適したドリンクを用意したり、部員たちに常に考えて意図を持ってプレーすることを要求したりなど、当時としては先進的とも言える指導が特徴であった。当時30歳だった2000年夏には甲子園大会出場に導き、固定概念に囚われず、左投げの捕手や三塁手がいたり、変則的な打撃フォームの選手が複数いたりと、型破りな個性派チームとして注目を集めた。しかし、高校側が教諭を監督にするという方針を立てていたことから、同年秋の沖縄大会準決勝で敗退した後に退任となる。部員から兄貴分の「池さん」と慕われた池村が、高校側の都合で退任させられたことにより、チームは内紛状態に陥り、当時の2年生レギュラーの数名が3年夏の大会前に退部する事態になった。
那覇高校退任から1年後、おかやま山陽高校に招聘され、2002年8月から学校職員として野球部の監督に就任、2003年2月からは野球部の寮に住み込みで指導を行う。のちに、「4年以内に甲子園出場を果たさなければ、解任」といった契約だったことが明かされている。当時の同高の生徒は髪を染めたり、非行に走る者がいたりと荒れており、挨拶もろくにできなかったという。就任した夏には指導を無視する部員に対して平手打ちを行った。その部員は態度を改めるようになり、保護者からは体罰を含めた指導を感謝され、次第に「ある程度の体罰は必要」という考えになっていった。更には沖縄で営業職として働いていた頃、全裸で海を泳いだら悩みが飛んでいったという自身の経験から、部員にメンタルトレーニングと称して全裸でのランニング（部内の通称：「フルラン」）を強要するといった指導も行っていた。2005年6月、部員の喫煙や窃盗を告発する投書が日本高野連に届き、責任を取って監督を辞任。池村は野球部の寮には残り、事実上の指導を継続していたが、保護者から学校に体罰や全裸ランニングについての訴えが入り、9月1日付で依願退職。更に保護者は「元監督の行動はあまりにも理不尽で、常軌を逸している」と警察にも告訴し、11月に暴行と強要の容疑で逮捕された。高校野球の練習が刑事裁判にまで発展したのは異例のことである。池村は裁判の中で全裸でのランニングは人目のつかないところであり、精神修養の意味合いとして事前に説明していたなどと陳述し、無罪を主張したが、2007年3月23日には有罪判決（懲役1年6か月、執行猶予3年）が下り、日本の高校野球界より追放された形となった。
2012年、高校を中退した球児のために立ち上げられた愛知県のNPO法人によるクラブチーム・ルーキーズの監督に就任。同NPO法人理事長の山田豪を主役としたドキュメンタリー番組『ホームレス理事長 〜退学球児再生計画〜』が東海テレビによって制作される中で、池村も同番組に出演し、その中でおかやま山陽高校での追放について自殺まで考えたと言及している。また、同番組内で選手に対して9発も平手打ちするシーンが含まれ、同番組が2013年1月に東海テレビで先行放送された際、そのシーンについて特に批判が殺到し、フジテレビでの放送が見合わせとなった。同番組ディレクターの圡方宏史は「ビンタした監督はもちろんちゃんと選手に向き合って、あの行動をとった」と、該当シーンの削除は考えられないと語り、2014年に映画として上映された際にも該当シーンはカットされていない。なお、池村自身は2012年12月末日時点で既に同法人を退職していることが同番組放送直後に発表された。
ルーキーズ監督在任時、愛知県名古屋市緑区の中等部軟式野球クラブ「風林火山〜愛知〜」で監督も兼任していた。
2014年2月13日、病気療養中のところ脳出血により死去した。43歳没。